# Шульц Михайло Сергійович
Михайло Сергійович Шульц (нар. 14 липня 1982, Херсон, Українська РСР — пом. 25 січня 2015, смт Оленівка, Волноваський район, Донецька область, Україна) — український військовослужбовець, молодший сержант Збройних сил України, командир танка 1-ї окремої гвардійської танкової бригади, учасник російсько-української війни.

## Життєпис
Народився в сім'ї священика. Після закінчення у 1999 році херсонської школи № 24, продовжив навчання у Херсонському національному технічному університеті на бюджетній основі за спеціальність «Бухгалтерський облік та аудит». Одночасно з навчанням працював за спеціальністю на підприємстві, також працював на роботах, що пов'язані з програмним забезпеченням, — це дозволило самостійно оплачувати навчання у магістратурі. Під час навчання у школі займався карате. В університеті захопився туризмом, підкорював гори Криму та Карпат.
У 2005 році пройшов строкову військову службу в прикордонних військах, яку закінчив у званні молодшого сержанта.
З 2009 по 2014 заочно навчався у Харківському політехнічному університеті, де здобув спеціальність енергетика. Самостійно опанував професію інструктора з туризму, водив туристичні групи у походи по Криму. Мріяв побудувати яхту.
У зв'язку з російською збройною агресією проти України, в березні 2014 був призваний за мобілізацією до лав 1-ї окремої танкової бригади, виконував завдання на території проведення антитерористичної операції на Сході України. В листопаді став командиром танка.

### Обставини загибелі
Загинув 25 січня 2015 року в бою у селищі Оленівка Волноваського району Донецької області. Молодший сержант Шульц разом з екіпажем танку Т-72 брав участь в операції розвідки боєм, яку проводили бійці 1-ї танкової бригади та 28-ї механізованої бригади. Рейд на Оленівку мав на меті відволікти сили противника, який, порушуючи Мінські домовленості проводив наступальні дії в районі Донецького аеропорту та Дебальцевого, а напередодні  з РСЗВ «Град» обстріляв житловий квартал Маріуполя. В ході операції виявлено розташування сил противника, знищено кілька одиниць техніки ворога з особовим складом, мінометні розрахунки. Українські бійці пройшли всю Оленівку і вийшли до села Сигнальне. Танк Шульца підбили у бою, члени екіпажу залишили машину і десантувалися на БМП, яка повинна була вивезти їх у безпечне місце. Під час посадки на машину Михайло Шульц дістав смертельне кульове поранення. Як згадував один із танкістів: «Один із Т-72 заглух на відкритому місці, екіпаж власними силами не зміг запустити двигун, їх почали обстрілювати. За ними виїхала БМП-КШМ. Уже під час евакуації командиру танка в серце влучила куля, він загинув на місці. Танк дістався сепаратистам, евакуювати його можливості не було».
Похований з усіма військовими почестями на кладовищі Геологів міста Херсон, на меморіалі пам'яті загиблих бійців АТО.
Залишились батьки Сергій Михайлович і Віра Іванівна та молодший брат Сергій.

## Нагороди
Указом Президента України № 553/2015 від 22 вересня 2015 року, «за мужність, самовідданість і високий професіоналізм, виявлені у захисті державного суверенітету та територіальної цілісності України, вірність військовій присязі», нагороджений орденом «За мужність» III ступеня (посмертно).

## Вшанування пам'яті
- 16 листопада 2015 року у Херсонському національному технічному університеті відкрито меморіальну дошку на честь випускника Михайла Шульца[7].
- 16 вересня 2016 року в Херсоні на будівлі ЗОШ № 24 відкрито меморіальну дошку полеглому випускнику школи[8].
- Вшановується в меморіальному комплексі «Зала пам'яті», в щоденному ранковому церемоніалі 25 січня[9][10].